# Ястребово (Русенська область)
Я́стребово (болг. Ястребово) — село в Русенській області Болгарії. Входить до складу общини Русе.

## Населення
За даними перепису населення 2011 року у селі проживали 299 осіб.
Національний склад населення села:
| Національність   | Кількість осіб | Відсоток |
| ---------------- | -------------- | -------- |
| турки            | 144            | 92,3%    |
| болгари          | 10             | 6,4%     |
| цигани           | 0              | 0%       |
| Всього відповіли | 156            |          |

Розподіл населення за віком у 2011 році:
Динаміка населення: